# Rainer Kräuter

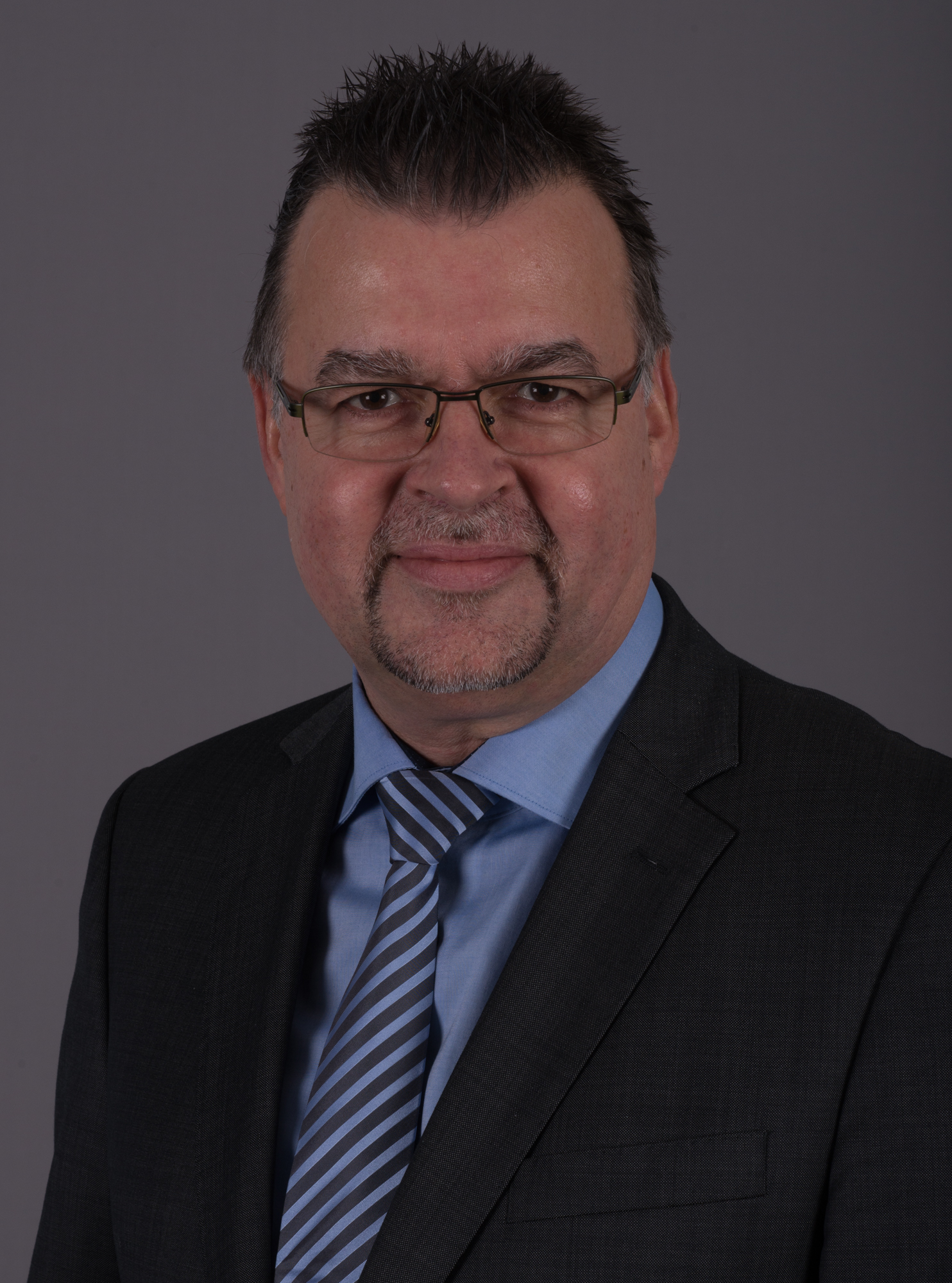
Rainer Kräuter, 2016

Rainer Kräuter (* 21. Mai 1964 in Rudolstadt) ist ein deutscher Politiker (BSW, zuvor Die Linke)  und ehemaliger Landtagsabgeordneter in Thüringen.

## Leben
Rainer Kräuter absolvierte eine Ausbildung im Chemiefaserkombinat Schwarza und anschließend seinen Dienst bei den Grenztruppen der DDR. Nach Abschluss eines Studiums an der Fachschule des Innern „Dr. Kurt Fischer“ in Wolfen wurde er zum Leutnant der Deutschen Volkspolizei ernannt. Nach der Wende blieb er im Polizeidienst, zunächst im Streifen- und Einzeldienst, dann ab 1995 bei der Kriminalpolizei in Saalfeld. Er engagiert sich in der Gewerkschaft der Polizei und war von 2010 bis 2014 Personalratsvorsitzender der Landespolizeiinspektion Saalfeld.

## Politik
Kräuter trat 2014 in die Partei Die Linke ein. Bei der Landtagswahl in Thüringen 2014 errang er ein Mandat über die Landesliste. Kräuter war Mitglied im Innenausschuss. Zudem war er Obmann der Fraktion Die Linke im Untersuchungsausschuss 6/2 "Aktenlager Immelborn". In Sprecherfunktion vertrat er die Gewerkschaftspolitik und hielt Kontakte zu über 70 Einzelgewerkschaften, Fach- und Dachverbänden im Freistaat Thüringen. Bei der Landtagswahl in Thüringen 2019 verlor er sein Mandat.
Von 2015 bis 2020 war er Kreisvorsitzender des Kreisverbandes Saalfeld-Rudolstadt seiner Partei.
Bei der Landtagswahl in Thüringen 2024 tritt Kräuter als Direktkandidat im Wahlkreis 28 Saalfeld-Rudolstadt I für das Bündnis Sahra Wagenknecht (BSW) an.

## Strafverfahren
Kräuter wurde 2016 durch das Landgericht Rudolstadt zur Zahlung einer Geldstrafe wegen falscher Verdächtigung verurteilt, nachdem er Polizisten wahrheitswidrig der Freiheitsberaubung beschuldigt hatte.